# Ставчанський Ігор Леонідович
Ігор Леонідович Ставчанський — український продюсер. Директор Кіностудії ім. Олександра Довженка з 2005 до 24 березня 2014 року, входив до наглядової ради «Національної кінематеки України».

## Фільмографія
Продюсер
- 2015 «Загублене місто»
- 2013 «Такі красиві люди»[4]
- 2013 «Красна Маланка»[4]
- 2012 «Метелик»[5]
- 2012 «Мамо, я льотчика люблю»
- 2011 «Платон Ангел»
- 2009 «Одного разу я прокинусь»
- 2005 «Віолончель»[6]
- 2012 «Мамо, я льотчика люблю...» та ін.